# Kathleen Lynn
Kathleen Florence Lynn (Mullafarry, Killala, 28 de enero de 1874 - 14 de septiembre de 1955) fue una política, activista y doctora irlandesa de Sinn Féin.
Lynn se vio tan afectada por la pobreza y la enfermedad vivida en la zona pobre del oeste de Irlanda que, a los 16 años, decidió ser médica. Estudió en Inglaterra y Alemania, antes de matricularse en la Universidad Real de Irlanda, precursora de la Facultad de Medicina de la UCD. Después de su graduación en 1899, Lynn viajó a los Estados Unidos, donde trabajó durante diez años, antes de regresar a Irlanda para convertirse en la primera médica en el Royal Victoria Eye and Ear Hospital (1910-1916). En 1919, fundó el Saint Ultan's Children's Hospital.

## Vida personal
Kathleen Lynn nació el 28 de enero de 1874 en el Townland de Mullafarry, cerca de Killala en el condado de Mayo, y es hija de un clérigo de la Iglesia de Irlanda, Robert Young Lynn, y su esposa, Catherine Wynne. Fue la segunda de cuatro hijos. Su madre, Catherine, era bisnieta de Owen Wynne de Hazelwood House, condado de Sligo.
En 1882, la familia se mudó a Shrule, en el condado de Longford, donde su padre asumió el cargo de clérigo de la parroquia de Ballymahon. Más tarde, en 1886, Lynn y su familia se mudaron a Cong, un pueblo fronterizo con Mayo y Galway, donde la parroquia de su padre estaba siendo financiada por Lady Ardilaun del Castillo de Ashford. La enviaron al Alexandra College, del que Lady Ardilaun era la patrona, en Dublín, donde asistió hasta que cumplió dieciséis años. Era pariente lejana de la condesa Markievicz por parte del matrimonio de su tía. Creció después de la Gran Hambruna (1845-1852), y estaba profundamente entristecida por las enfermedades mortales y la pobreza que sufría la gente de su zona. Esto la llevó a desear, a los dieciséis años, cuando dejó la escuela, convertirse en médica.
La familia de Lynn no aprobó su papel en el Levantamiento. De hecho, en ese momento, la familia de Lynn estaba tan disgustada con sus actividades que no la dejaron regresar a su casa en Cong, condado de Mayo, para Navidad. En cambio, tuvo que pasar la Navidad de 1917 con su tía Florence en Dublín. Ella hizo lo mismo el año siguiente. Esta ruptura personal finalmente se resolvió antes de la muerte de su padre en 1923.

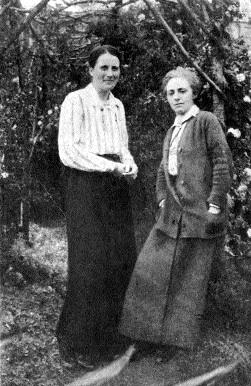
Kathleen y Madeleine fotografiadas juntas en 1919

Lynn vivió en Rathmines desde 1903 hasta su muerte en 1955, compartiendo su casa con su compañera de vida Madeleine ffrench-Mullen. También tenía una casa de vacaciones en Glenmalure, condado de Wicklow, no lejos de Glendalough, donde vivían varios de sus primos Wynne. Tras su muerte dejó la cabaña a An Óige, la asociación irlandesa de albergues juveniles.
Lynn escribió un diario desde la Pascua de 1916 hasta 1955, comenzando con su participación en el Levantamiento de 1916 hasta dos meses antes de su muerte.

## Educación
En 1891 Lynn trabajó como interna en el Alexandra College de Dublín, donde se matriculó en 1893 en la Real Universidad de Irlanda. Desde octubre de 1897, Lynn tomó clases en la facultad de medicina de la Universidad Católica de Irlanda en Cecilia Street, Dublín, y en el Real Colegio de Cirujanos de Irlanda. En 1898 ganó el premio anatómico Barker otorgado por la universidad. Se graduó con licenciaturas en medicina, cirugía y obstetricia en la Real Universidad de Irlanda en 1899. Lynn realizó sus prácticas en el Holles Street Hospital (1897-1899), el Hospital Rotunda (1899), el Royal Victoria Eye and Ear Hospital (1899) y en el Richmond Lunatic Asylum. En 1898 Lynn fue nombrada la primera mujer médica residente en el Adelaide Hospital de Dublín, pero la oposición del personal a su nombramiento hizo que no aceptara el puesto. Completó su trabajo de posgrado en los Estados Unidos a principios de 1900 antes de trabajar como médica de guardia en hospitales de la ciudad de Dublín como parte de su práctica general más amplia, residiendo en su casa en el número 9 de Belgrave Road en Rathmines, Dublín. Lynn se convirtió en miembro del Real Colegio de Médicos de Irlanda en 1909, y fue ascendida a asistenta clínica en el Royal Victoria Eye and Ear Hospital ese mismo año.

## Actividad política

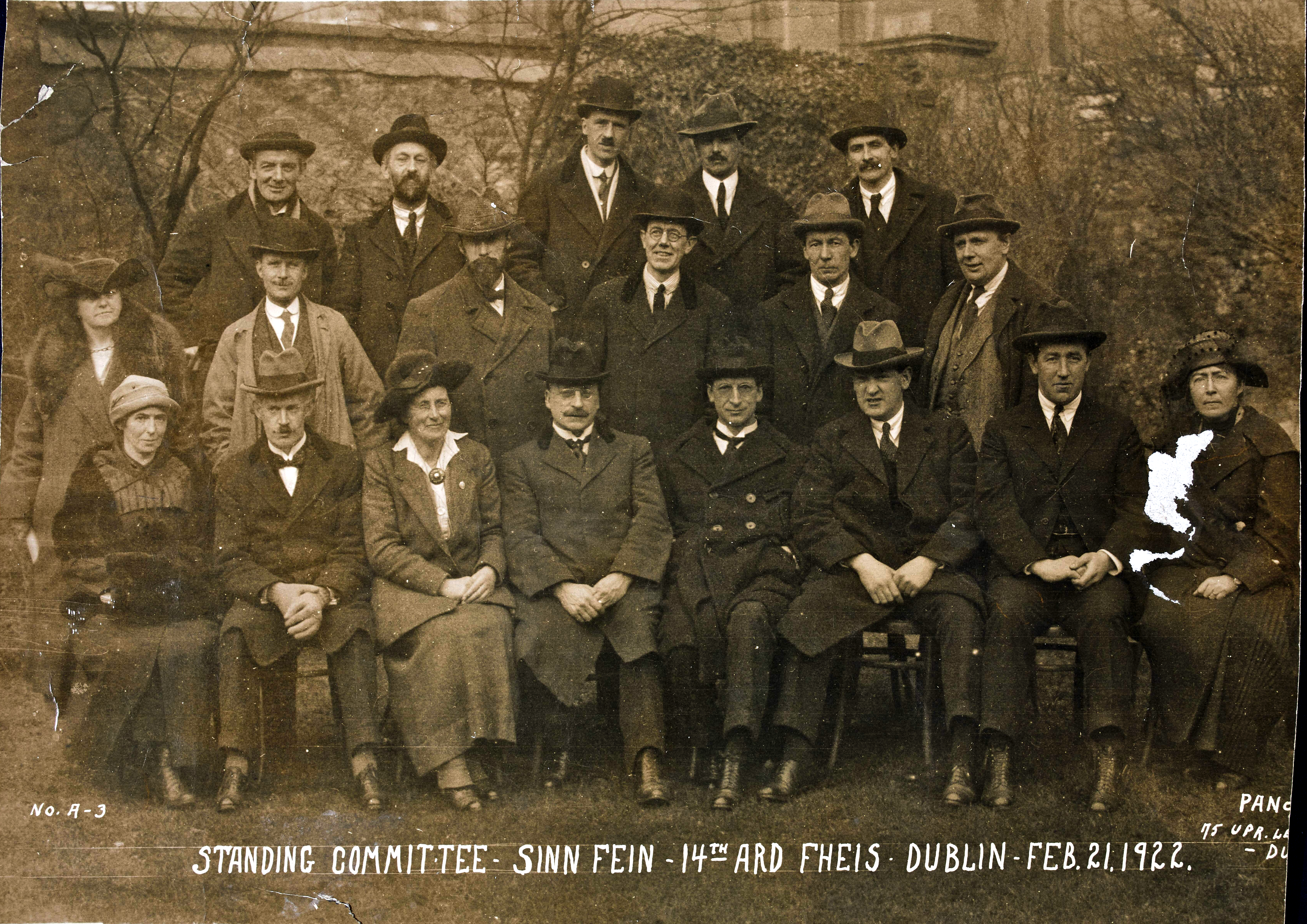
Lynn (primera fila, tercera desde la izquierda) como parte del ejecutivo nacional del Sinn Féin en 1922

Lynn fue miembro del comité ejecutivo de la Asociación de Mujeres Sufragistas y Gobiernos Locales Irlandeses (IWSLGA) desde 1903 y permaneció en el ejecutivo hasta 1916. Lynn fue miembro de la Unión Social y Política de Mujeres Británicas (WSPU) radical desde 1908 y también se decía que mantenía relaciones amistosas con la sufragista Sylvia Pankhurst. Participó en una reunión masiva en 1912 exigiendo que el sufragio femenino se incluyera en el Tercer Proyecto de Ley de Autonomía de ese año.
Lynn apoyó a los trabajadores durante el cierre patronal de 1913 y trabajó con Constance Markievicz junto a otras personas en los comedores populares de Liberty Hall, entablando una relación amistosa con Markievicz y James Connolly. En 1913, a petición de Markievicz, trató a Helena Molony. Molony, que participó activamente en varios movimientos políticos, se quedó con Lynn en su casa de Rathmines tras una enfermedad. Como resultado de la influencia de Molony y Markievicz, Lynn se convirtió en una participante activa en los movimientos sufragistas, obreros y nacionalistas. "Solíamos tener largas charlas y ella me convirtió al Movimiento Nacional", escribió Lynn. Se unió al Ejército Ciudadano Irlandés y fue directora médica durante el Levantamiento de Pascua de 1916. Se describió a sí misma como "una médica de la Cruz Roja y una beligerante" cuando fue arrestada.
Lynn fue encarcelada en la cárcel de Kilmainham con sus camaradas Markievicz, Molony y Madeleine ffrench-Mullen por su participación en el Levantamiento. Lynn permaneció activa en el movimiento nacionalista; fue elegida vicepresidenta del ejecutivo del Sinn Féin en 1917 y en 1923 fue elegida para el Dáil Éireann como Teachta Dála (TD) de Sinn Féin opuesto al tratado como representante del distrito electoral del condado de Dublín en las elecciones generales de 1923. De acuerdo con la política abstencionista del Sinn Féin de la época, no ocupó su escaño en la Dáil Éireann. Perdió su escaño en las elecciones generales de junio de 1927. Se presentó sin éxito a las elecciones parciales de agosto de 1927 para el condado de Dublín. Lynn afirmó, muchos años después del levantamiento de 1916, que fue el sufragio lo que la convirtió al republicanismo, diciendo: "Vi que la gente tenía una impresión equivocada sobre el sufragio y eso me llevó a examinar la cuestión irlandesa". Recibió un broche de oro con forma de hueso de peroné como muestra de gratitud del Ejército Ciudadano Irlandés por su ayuda en la preparación sanitaria para el Levantamiento.
Durante la Guerra de Independencia de Irlanda, Lynn ayudó a Michael Collins a evadir su captura por parte de los británicos.
Lynn finalmente abandonó la política en 1927, cada vez más frustrado por la negativa del Sinn Féin a aceptar la reforma social y la asistencia sanitaria.

## Carrera médica
Lynn decidió convertirse en médica cuando tenía 16 años. Fue una de las primeras mujeres en graduarse en medicina en el University College Dublin. Lynn se volvió políticamente activa y trabajó en Liberty Hall brindando comida y atención a las familias pobres e indigentes durante la turbulenta época del cierre patronal de Dublín de 1913. La carrera médica de Lynn estuvo definida por su trabajo en el Saint Ultan's Children's Hospital que fundó en Dublín en 1919 con un grupo de mujeres activistas. El trabajo de Lynn con las personas pobres del centro de Dublín la había convencido de la necesidad de un hospital que proporcionara instalaciones médicas y educativas para madres y bebés empobrecidos. Anteriormente en su carrera, Lynn había experimentado discriminación al postularse para puestos hospitalarios debido a su género, y Saint Ultan's era el único hospital en Irlanda administrado completamente por mujeres. El Hospital Saint Ultan creció rápidamente y a partir de 1937 se convirtió en el centro de vacunación BCG para la tuberculosis en Irlanda. El hospital cerró en 1983.

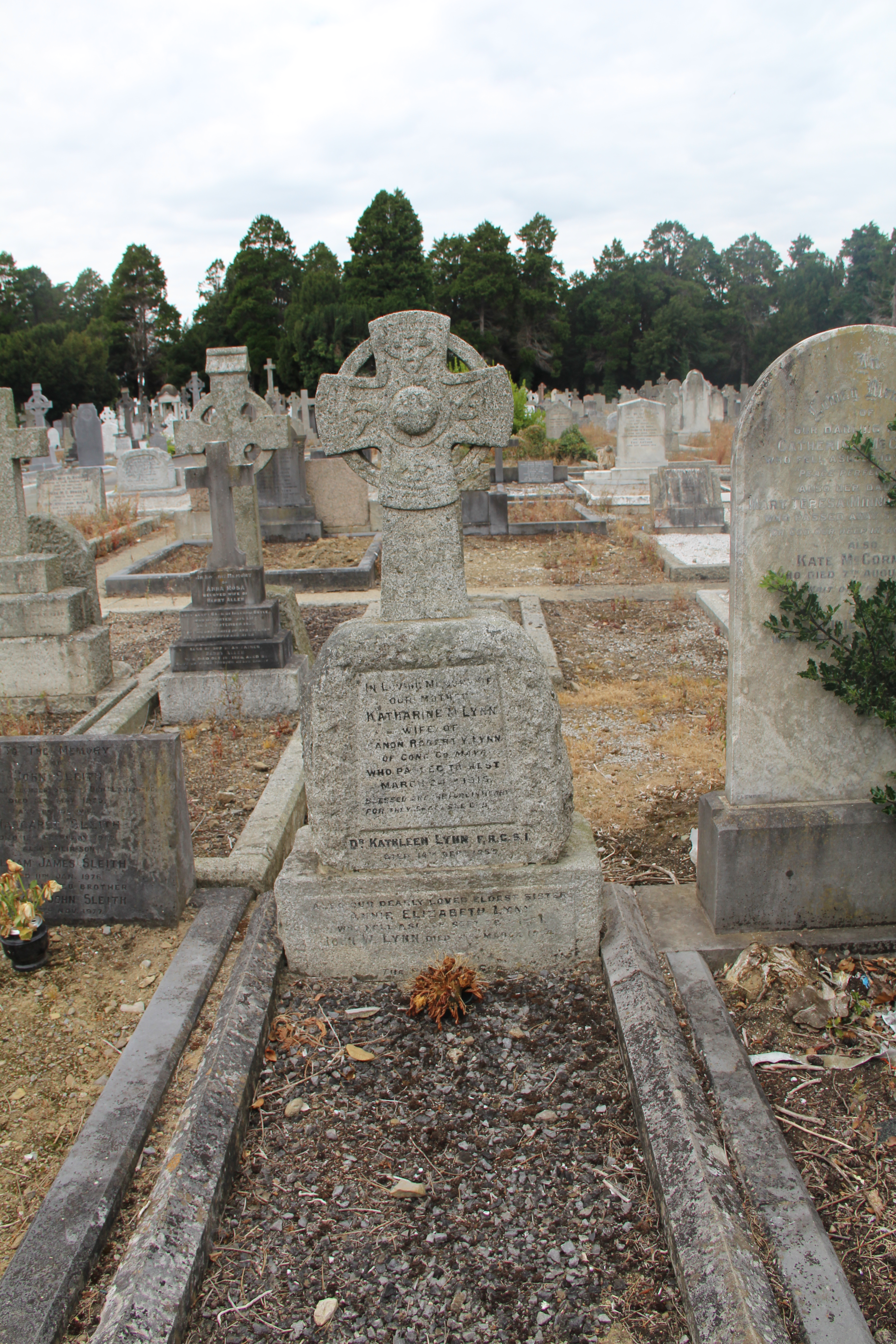
Tumba de Kathleen Lynn, cementerio de Deansgrange, condado de Dublín.

Lynn fue directora médica del Ejército Ciudadano Irlandés. A petición del líder rebelde James Connolly se unió al Ejército Ciudadano Irlandés durante el levantamiento de 1916 y fue nombrada capitana y directora médica. Proporcionó formación médica a los miembros de la agrupación y también habló sobre Cumann na mBan. Lynn (junto con el escritor Seán O'Casey) abogó por el uso del idioma irlandés en la liturgia de la Iglesia de Irlanda y muchos eventos del Hospital de San Ultan se anunciaron en idioma irlandés.

## Muerte y legado
Lynn murió el 14 de septiembre de 1955 y fue enterrada en la parcela familiar del cementerio de Deansgrange con todos los honores militares en reconocimiento a su papel en el Levantamiento y la Guerra de la Independencia. Era tan conocida que las multitudes de Dublín se alineaban en las calles para mostrarle sus respetos.
Después de la muerte de Lynn, Éamon de Valera creó el Comité Conmemorativo de Kathleen Lynn que duró ocho años y dio como resultado la apertura de una unidad quirúrgica en el Hospital de Niños Saint Ultan en 1964, pero cerró en 1975 debido a dificultades de financiación.
Margaret Connolly, bibliotecaria, estuvo dos años transcribiendo cuatro diarios registrados por Lynn entre 1916 y 1955. Los diarios detallados narran su vida médica, política y social y fueron donados al archivo del Real Colegio de Médicos de Irlanda por su familia en 1997, que también conserva los documentos administrativos del Hospital Saint Ultan. Proporcionaron material fuente para el documental de 2010 titulado Kathleen Lynn – An Dochtúir Reabhlóideach de Loop Line Film y el director Sé Merry Doyle. The Diaries of Kathleen Lynn: A Life Revealed through Personal Writing, los diarios de Lynn editados por Mary McAuliffe y Harriet Wheelock, se publicaron en octubre de 2023.
La historiadora Margaret Ó hÓgartaigh escribió su biografía, Kathleen Lynn, Irishwoman, Patriot, Doctor (Irish Academic Press, 2006).
Lynn es una personaje de la novela The Pull of the Stars (2020) de Emma Donoghue, ambientada en un hospital de Dublín en 1918.

### Relación con ffrench-Mullen

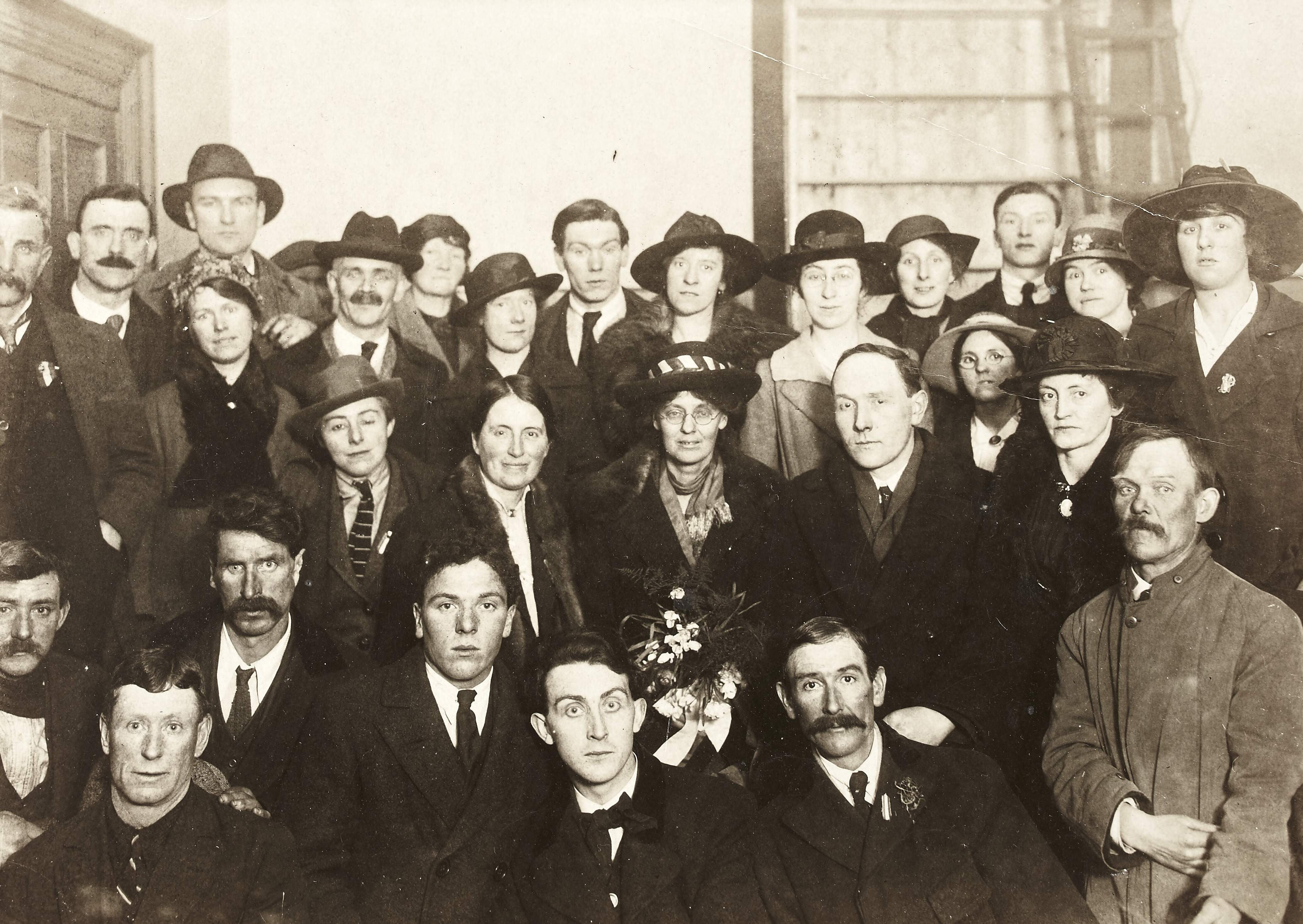
Esta fotografía de marzo de 1919 muestra a Lynn y ffrench-Mullen asistiendo a una fiesta para celebrar la liberación de Constance Markievicz de prisión. A Lynn se le puede ver a la izquierda de Markievicz, situada en el centro, mientras que ffrench-Mullen está a la izquierda de Lynn, vestida con ropa de hombre.

Los análisis modernos de sus vidas han llevado a muchas personas a considerar que Lynn y Madeleine Ffrench-Mullen eran una pareja del mismo género. La notable cercanía que compartían, el hecho de que nunca se casaron con hombres y el hecho de que vivieron juntas en la misma casa hasta la muerte de Madeleine, son hechos que se tienen ahora en cuenta al hablar de sus vidas. También se ha sugerido que sus camaradas del Levantamiento de 1916, Julia Grenan y Elizabeth O'Farrell, estaban en una situación similar, y que Margaret Skinnider era otra participante lesbiana en el levantamiento. Estas mujeres aparecieron, junto con Eva Gore-Booth y otras, en un documental de TG4 de 2023 sobre "las mujeres queer radicales en el corazón mismo de la Revolución Irlandesa": Croíthe Radacacha ( Corazones Radicales ).